# Borin (motorfiets)

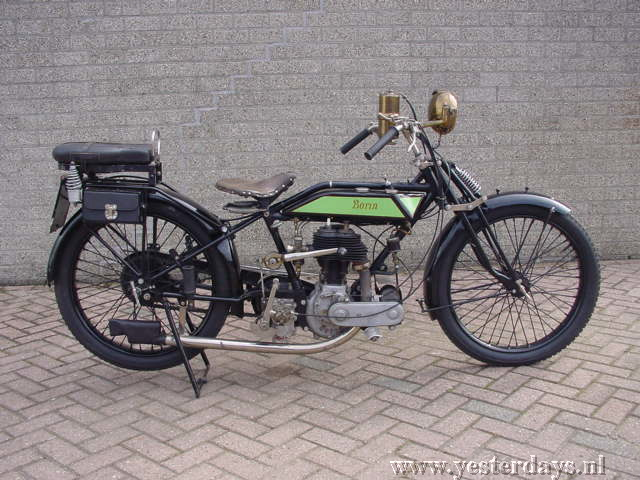
Borin 600 cc uit 1920

Borin is een historisch Belgisch motorfietsmerk.
Het is een onbekend merk uit Charleroi dat rond 1920 600cc-eencilinderzijkleppers produceerde. 
Deze motorfietsen hadden eigen motoren met handsmering en handgeschakelde versnellingsbakken. Op veel onderdelen, tot de voetsteunen aan toe, stond de merknaam "Borin", maar alles was met uitzondering van de versnellingsbak en de kickstarter vrijwel identiek aan Triumph modellen uit die tijd. De carburateur kwam van Gurtner en de ontstekingsmagneet van Eisemann.
De machines hadden kettingaandrijving en een voetbediende trommelrem in het achterwiel. De voorvering bestond uit een parallellogramvork met één schroefveer zonder demping. Op het bagagerek kon een zitkussen voor een duopassagier worden aangebracht. 